# Kofi Kingston
Kofi Nahaje Sarkodie-Mensah (* 14. srpna 1981) je ghansko-americký profesionální wrestler, který působí ve společnosti WWE pod ringovým jménem Kofi Kingston. Působí v tag týmu The New Day.

## Ve wrestlingu
- Ukončovací chvaty
  - Jamaican Buzzsaw/Trouble in Paradise
- Další chvaty
  - Back heel kick
  - Boom Drop (Jumping high-angle double leg drop)
  - Crucifix pin
  - Diving crossbody
  - Double foot stomp
  - Dropkick
  - Flip dive
  - Float-over DDT
  - Flying forearm smash
  - Hurricanrana
  - Jumping back elbow
  - Jumping clothesline
  - Koronco buster
  - Leaping mounted punches
  - Monkey flip
  - Pendulum kick
  - Russian legsweep
  - SOS (Ranhei)
  - Suicide dive
  - Superman Punch (Leaping clothesline)
  - Tornado DDT
  - Two-handed chop
- Manažeři
  - Luscious
  - R-Truth
- Přezdívky
  - "Dreadlocked Dynamo"
  - "Boom Squad General"
  - "Wildcat"
- Theme songy
  - "Confrontation" od Damiena Marleyho (CTC/DSW)
  - "S.O.S." od Jima Johnstona a Collie Buddz (WWE; 22. ledna 2008-současnost)
  - "Born to SOS" od Mutiny Within a Collie Buddz (WWE; 5. září 2011-3. října; používáno v týmu Air Boom)
  - "Boom" od Jima Johnstona (7. října 2011-16. ledna 2012; používáno v týmu s Evanem Bourne)

## Šampionáty a ocenění
- Pro Wrestling Illustrated
  - 20. místo v žebříčku 500 nejlepších wrestlerů PWI 500 za rok 2013
- World Wrestling Entertainment / WWE
  - WWE Championship (1krát)
  - WWE Intercontinental Championship (4krát)
  - WWE United States Championship (3krát)
  - WWE (Raw) Tag Team Championship (4krát)
  - WWE SmackDown Tag Team Championship (4krát)
  - World Tag Team Championship (1krát)
  - Thirteenth Grand Slam Champion (1krát)
  - Thirtieth Triple Crown Champions (1krát)
  - Bragging Rights Trophy (2010)
  - WWE Intercontinental Championship Tournament (2010)
  - WWE SmackDown Tag Team Championship Tournament (2018)
  - Slammy Award (1krát)
  - WWE Year-End Award (2krát)